# Catapa
Catapa, pleme američkih Indijanaca porodice Rama koje je u hispansko doba živjelo južno od jezera Nicaragua i rijeke San Juan, na području današnje Kostarike. 
Peralta (1895) navodi ime Catapa kao jednu od  'provincija'  u zemlji Guetar Indijanaca